# Crown Point Light

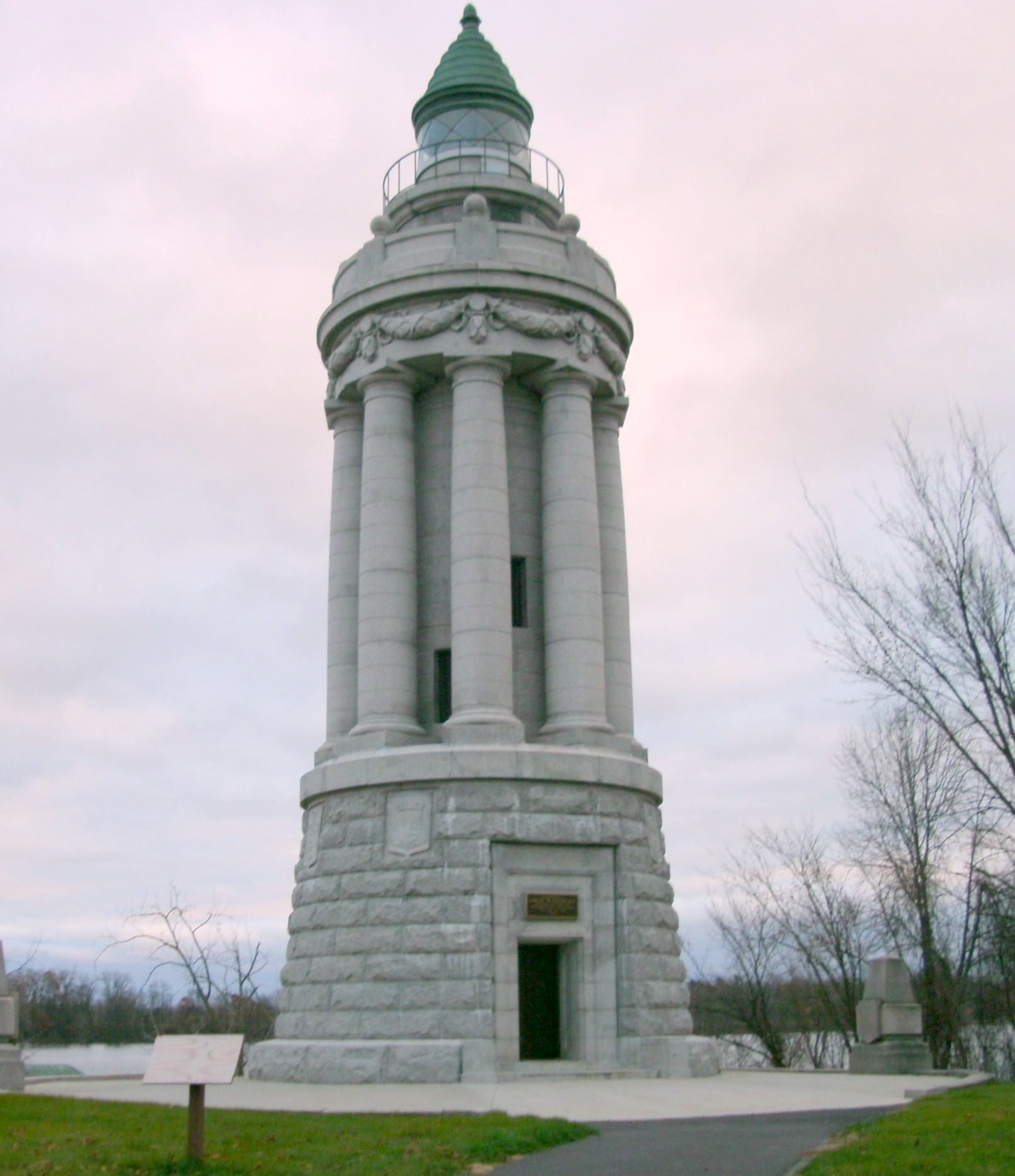
Crown Point Light im Jahr 2010

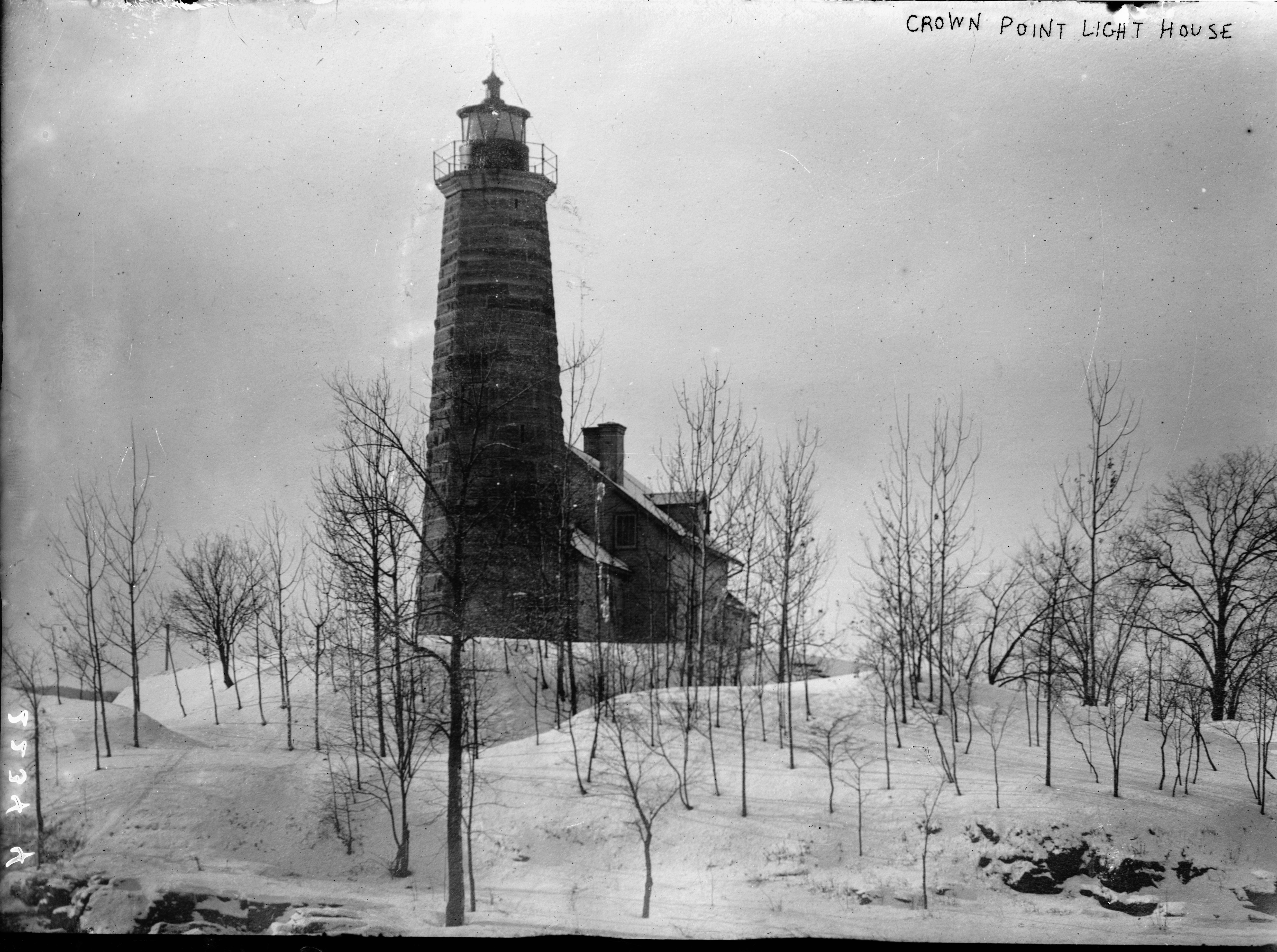
Der ursprüngliche Leuchtturm um 1910

Das Crown Point Light (auch: Champlain Memorial Lighthouse) ist eine Gedenkstätte zu Ehren von Samuel de Champlain an der Südspitze des Lake Champlain am Zulauf des Hudson River. Das Gebäude wurde an Stelle eines Leuchtturmes errichtet, der 1858 an dieser Stelle errichtet worden war und einen Engpass, den Chimneys Point, markierte. Die Gedenkstätte befindet sich in Crown Point im Essex County, New York, direkt an der in Flussmitte befindlichen Grenze zum Addison County im Bundesstaat Vermont. Etwa 500 Meter westlich liegen die Ruinen von Fort Crown Point.
Der heutige Turm ersetzte einen achteckigen, steinernen Leuchtturm, der 1858 an dieser Stelle errichtet worden war und zusammen mit den Leuchttürmen auf Windmill Point und der Isle La Motte als Wegweiser für die Schifffahrt auf dem Lake Champlain diente. Zur 300-Jahr-Feier der Entdeckung des Lake Champlain wurde von den Staaten New York und Vermont die Errichtung eines neuen Turmes an dieser Stelle beschlossen, der wiederum als achteckiger, 17 Meter hoher Bau mit dorischen Säulen und einem weißen Leuchtfeuer an der Spitze ausgeführt wurde. Der neue Turm wurde 1912 durch Präsident William Howard Taft eingeweiht. Den neuen Turm schmücken auf der Flussseite eine Statue des Entdeckers Champlain und darunter eine Plaquette des französischen Künstlers Auguste Rodin, einem Geschenk des französischen Volkes zur 300-Jahr-Feier.
Nach der Einstellung des Betriebs im Jahr 1926 wurde das Leuchtfeuer durch einen Stahlturm weiter nördlich ersetzt, das angebaute Wärterhaus abgerissen und der Turm als reines Denkmal weiterbetrieben. Auf Seekarten ist der Turm als Landmarke verzeichnet, nicht aber als Leuchtturm.
Etwa dreihundert Meter nördlich des Turms überspannt heute eine markante Brückenkonstruktion die Landenge, der die Ersatzkonstruktion des Leuchtfeuers von 1926 zum Opfer fiel.